# Matthias Bärwolff

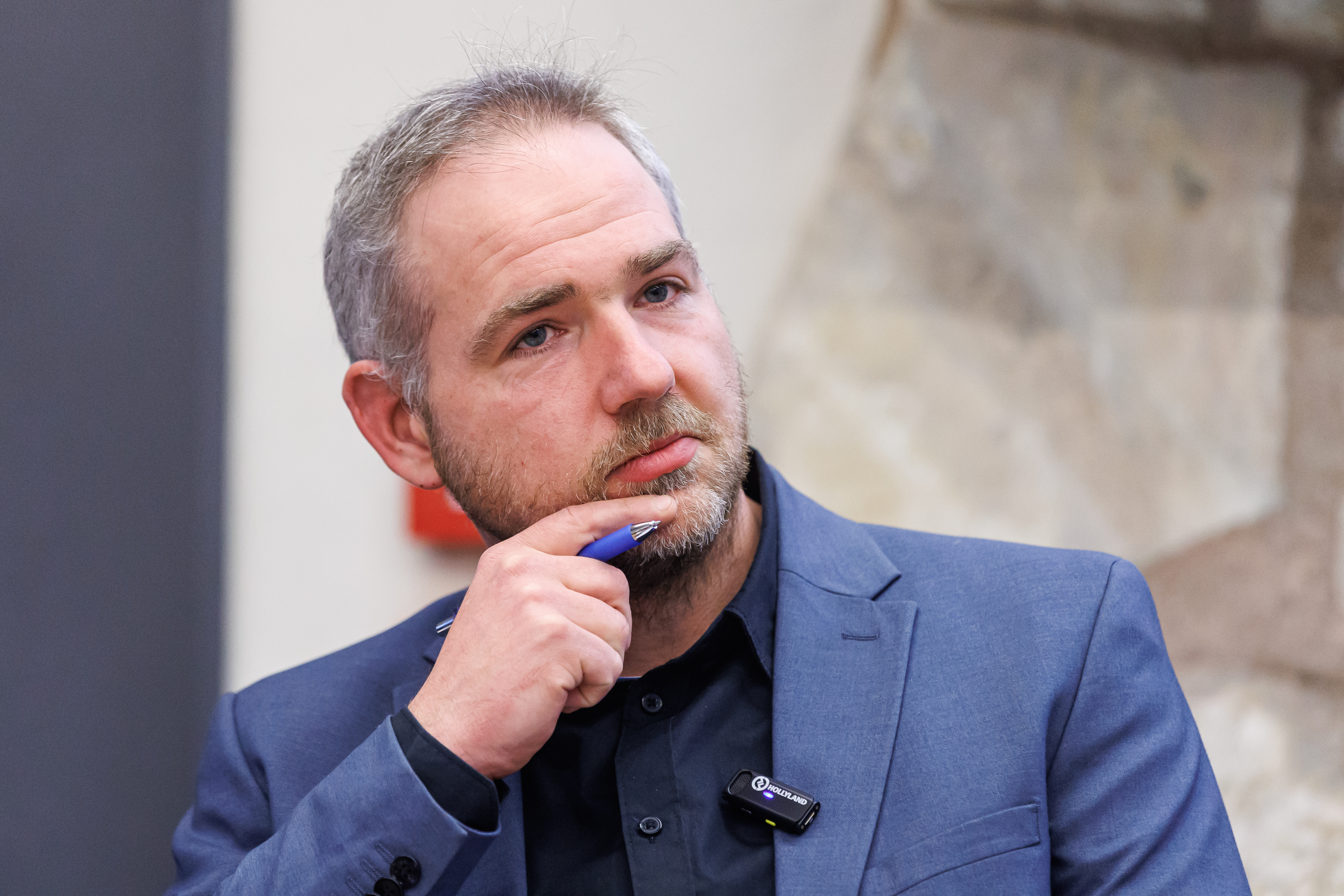
Bärwolff (2024)

Matthias Bärwolff (* 14. November 1985 in Erfurt) ist ein deutscher Politiker der Partei Die Linke. Er war von 2004 bis 2014 Mitglied des Thüringer Landtags. Seit dem 1. März 2021 ist er Beigeordneter für Bau und Verkehr der Landeshauptstadt Erfurt.

## Leben
Bärwolff besuchte von 1992 bis 1996 die Alexander-Puschkin-Grundschule und von 1996 bis 2004 das Gymnasium, das er mit dem Abitur abschloss. Von 2004 bis 2005 folgte ein Teilzeitstudium der Geographie an der Friedrich-Schiller-Universität Jena. 2008 begann er eine Weiterbildung im Bereich Betriebsverwaltungswirtschaft an der Verwaltungs- und Wirtschafts-Akademie Erfurt e. V., die er mit dem Abschluss Diplom-Verwaltungsbetriebswirt beendete.
Ab 2014 studierte Bärwolff Stadt- und Raumplanung an der Fachhochschule Erfurt. 2021 schloss er dieses mit der Masterarbeit ab. Das Thema war, die Untersuchung des kostenlosen ÖPNV in Erfurt und welche Schritte es bis dahin braucht. Bis Juli 2021 war Bärwolff Aufsichtsratsvorsitzender der Erfurter Verkehrsbetriebe AG.
Er ist ledig und hat zwei Kinder.

## Mandate

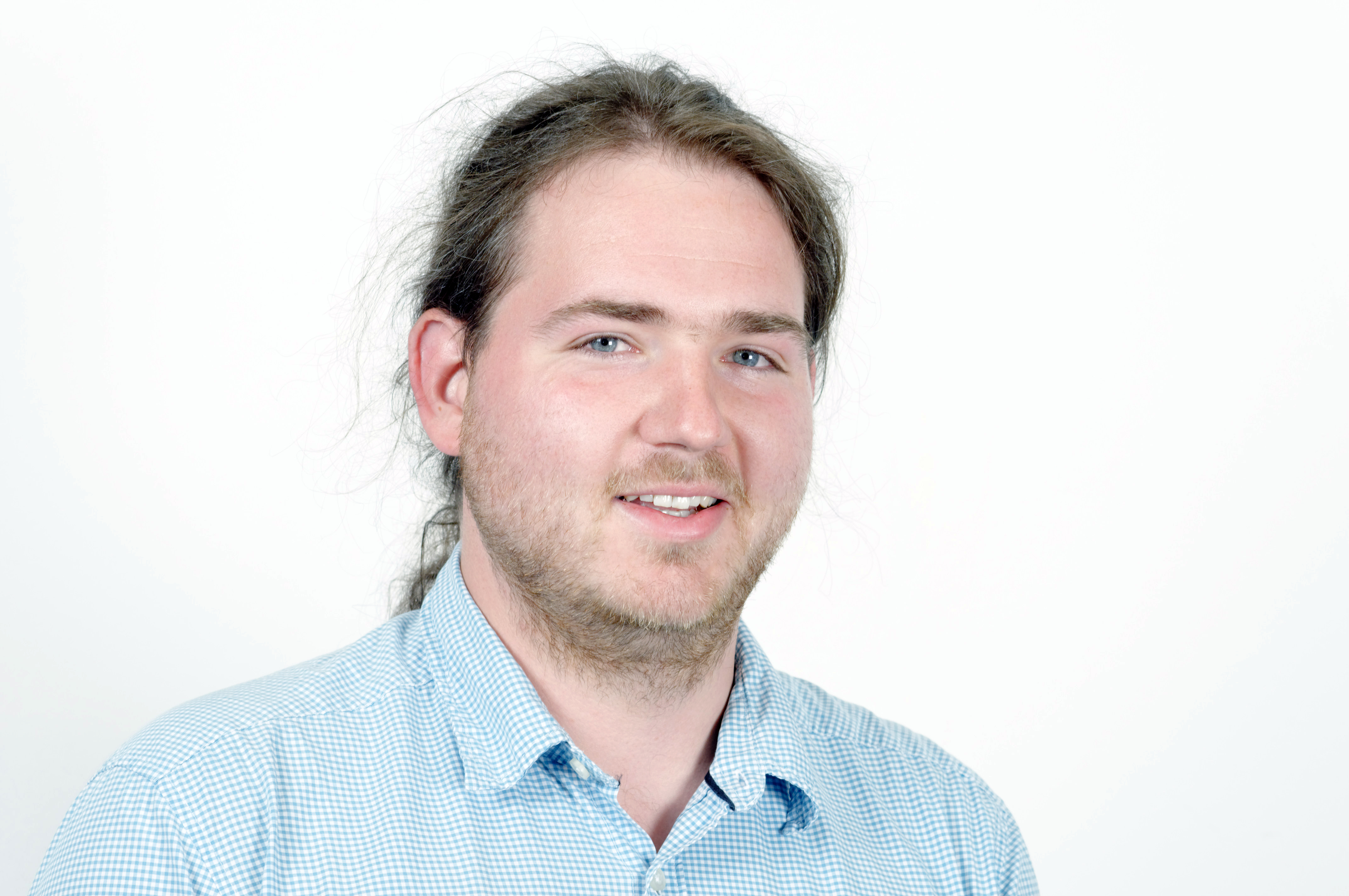
Matthias Bärwolff (2011)

Bärwolff wurde als 18-jähriger Schüler bei der Landtagswahl in Thüringen 2004 in den Thüringer Landtag gewählt, dessen jüngstes Mitglied er für die gesamte Dauer seiner Mitgliedschaft im Landtag war. Bei der Landtagswahl 2009 gelang es ihm, sein Mandat zu verteidigen. Er saß für die Linksfraktion im Ausschuss für Soziales, Familie und Gesundheit und war Sprecher für Sozial- und Kinderpolitik. Außerdem leitete er in der 5. Legislaturperiode das Ressort Soziales, Gesundheit und Arbeit. Zur Landtagswahl 2014 bewarb er sich nicht wieder um ein Landtagsmandat.
Von 2004 bis 2021 war er Mitglied des Erfurter Stadtrates.
Am 16. Dezember 2020 wurde er durch den Erfurter Stadtrat zum hauptamtlichen Beigeordneten für Bau, Wirtschaft und Verkehr gewählt.

## Weitere Ämter und Mitgliedschaften
Bärwolff wurde 2001 Mitglied in der PDS-Jugend Thüringen. 2002 kam er zur Kommunistischen Plattform der Partei des Demokratischen Sozialismus (PDS). Von 2002 bis 2004 war er im Erfurter PDS-Stadtvorstand vertreten.
Bärwolff ist stellvertretender Vorsitzender des Kinderschutzbundes Erfurt. Im Weiteren sitzt er im Vorstand der Deutsch-Russischen Freundschaftsgesellschaft in Thüringen. Er ist Mitglied der Rosa-Luxemburg-Stiftung und der IG Metall.

## Einzelbelege
1. ↑  Holger Wetzel: Matthias Bärwolff wird auch Erfurts neuer Sportdezernent. 15. Januar 2021, abgerufen am 19. Januar 2021 (deutsch).
2. 1 2  Studieren statt regieren: Ehemaliger Linken-Abgeordeter Bärwolff büffelt an Erfurter Uni. In: Thüringische Landeszeitung. 3. März 2015, abgerufen am 24. Juni 2016.
3. ↑  Die Stadt für alle lässt keinen zurück - Interview mit Matthias Bärwolff. 24. Mai 2024, abgerufen am 24. Mai 2024.
4. ↑  Matthias Bärwolff wird neuer Beigeordneter. 17. Dezember 2020, abgerufen am 19. Januar 2021.